# Petrolisthes donanensis
Petrolisthes donanensis is een tienpotigensoort uit de familie van de Porcellanidae. De wetenschappelijke naam van de soort is voor het eerst geldig gepubliceerd in 1997 door Osawa.